# 索列姆
索列姆（Thrym，Thrymr，Þrymr）。是北歐神話中的一名霜巨人，其名字的意思為「喧囂」（uproar）。
他的故事出現在《詩體埃達》（Poetic Edda）中，故事述說索列姆偷了雷神索爾（Thor）的武器雷神之鎚（Mjolnir），並威脅諸神要將弗蕾亞（Freyja）女神嫁給他才要歸還神鎚。弗蕾亞自然不肯答應，索爾無奈之際只好接受邪神洛基（Loki）出的主意，男扮女裝假裝成弗蕾亞嫁給索列姆。
洛基叫索爾穿了弗蕾亞的衣服，帶著他一齊到喬登海姆去。托利姆殷勤地接待新娘，但當他看見新娘在宴席上居然吃了八條鮭魚，一頭牡牛，還有一大桶麥酒，不禁大吃一驚。洛基解釋說：「弗蕾亞為了要見自己心愛的未婚夫，興奮得八天沒吃東西，所以胃口才會這麼大。」托利姆仔細向新娘看了一下，又嚇得直往後退，他問：「弗蕾亞的眼晴為什麼如此烔然發光？」洛基仍說：「是因為見到未婚夫太興奮的緣故。」雖然索列姆對新娘粗魯的行為舉止感到驚訝，但因為有洛基在一旁機警的解釋也就隨之釋懷，於是，索列姆再無疑心，命令部下把神槌拿來放在新娘的膝上要用在婚體的祝福上時，槌一放好，索爾就立刻脫去偽裝，搶過神鎚殺死了索列姆和他的部下們。 